# Blessings and Miracles
Blessings and Miracles è il ventiseiesimo album in studio del gruppo musicale statunitense Santana, pubblicato nel 2021.

## Tracce
1. Ghost of Future Pull / New Light – 1:24
2. Santana Celebration – 3:18
3. Rumbalero (featuring Salvador Santana & Asdru Sierra) – 3:56
4. Joy (featuring Chris Stapleton) – 3:46
5. Move (featuring Rob Thomas & American Authors) – 2:45
6. Whiter Shade of Pale (featuring Steve Winwood) – 4:53
7. Break (featuring Ally Brooke) – 5:16
8. She's Fire (featuring Diane Warren & G-Eazy) – 3:32
9. Peace Power (featuring Corey Glover) – 4:40
10. America For Sale (featuring Kirk Hammett & Marc Osegueda) – 6:13
11. Breathing Underwater (featuring Stella Santana, Avi Snow & MVCA) – 3:34
12. Mother Yes – 4:35
13. Song for Cindy – 3:49
14. Angel Choir/All Together (featuring Chick Corea & Gayle Moran Corea) – 3:17
15. Ghost of Future Pull II – 1:47